# 부다이야 클럽
부다이야 클럽(아랍어: نادي البديع)은 부다이야를 연고로 하는 바레인의 축구단이다. 현재 바레인 2부 리그에 참가하고 있다.